# 셋푸역
셋푸역(일본어: 節婦駅)은 일본 홋카이도 니캇푸 군 니캇푸정에 위치한 홋카이도 여객철도 히다카 본선의 철도역이다. 단선 승강장 1면 1선의 구조를 갖춘 지상역이다.

## 이용 현황
- 1981년도 : 43명
- 1992년도 : 50명

## 역 주변
- 국도 제235호선

## 역사
- 1926년 12월 7일 : 히다카 척식 철도 아쓰가 역 - 시즈나이 역 간 연장 개통에 의해 개업. 일반역.
- 1927년 8월 1일 : 히다카 척식 철도가 국유화에 의해, 일본국유철도로 이관. 선로명을 히다카 선으로 개칭, 그것에 의해 이 노선의 역이 된다.
- 1943년 11월 1일 : 선로명을 히다카 본선으로 개칭, 그것에 의해 이 노선의 역이 된다.
- 1944년 4월 1일 : 기요하타역으로 개칭.
- 1977년 2월 1일 : 화물 · 소화물 취급 폐지. 동시에 무인화.
- 1987년
  - 4월 1일 : 일본국유철도 분할 민영화에 의해, 홋카이도 여객철도가 승계.
  - 시기 불명 : 화차 역사로 개축.
- 2023년 4월 1일 : 폐역.

## 인접 역
| 홋카이도 여객철도 히다카 본선 | 홋카이도 여객철도 히다카 본선 | 홋카이도 여객철도 히다카 본선 |
| ----------------------------- | ----------------------------- | ----------------------------- |
| 오카리베 도마코마이 방면      | ■ 히다카 본선                 | 니캇푸 사마니 방면            |